# Sirijske demokratske snage
Sirijske demokratske snage (engl. Syrian Democratic Forces, skraćeno SDF), višenarodni vojni savez Arapa, Čečena, Kurda i Turkmena osnovan 10. listopada 2015. i podređen Sirijskom Kurdistanu - samoproglašenoj državi na sjeveru Sirije. Predstavljaju sekularne snage Slobodne sirijske vojske. 
Istaknuvši se u borbama protiv Islamske države te u više navrata i protiv regularne i legalne Sirijske arapske vojske u Sirijskog građanskom ratu, otvoreno su pridobili novčanu, političku, vojnu i propagandnu potporu velikih sila poput SAD-a, Velike Britanije i Francuske.